# Jack Westrope
Jack Gordon Westrope, född 18 januari 1918 i Baker i Montana i USA, död 19 juni 1958 i Hollywood i Kalifornien i USA, var en amerikansk galoppjockey.

## Karriär
Westrope föddes i Baker i Montana, och var som till galopptränaren W. T. Westrope. Vid 12 års ålder tog Jack Westrope sin första seger, på en mindre bana i Lemmon i South Dakota. Vid 15 års ålder, 1933, blev han nationell jockeychampion i USA. Westrope tog 301 segrar på 1224 starter.
Trots att Westrope hade sin bas på USA:s västkust, segrade han i löp över hela USA, samt på Kuba. Under sin jockeykarriär tog han 2 467 segrar, varav flera grupplöp, bland annat Hollywood Derby, Santa Anita Derby, Blue Grass Stakes samt Hollywood Gold Cup.
Under 1958 års upplaga av Hollywood Oaks på Hollywood Park Racetrack i Inglewood i Kalifornien, skadades Westrope allvarligt då han kastades av hästen Well Away, och avled på sjukhus ett par timmar senare. Han efterlämnade sin fru Terry, döttrarna Jackie och Jill, samt döttrarna Pamela och Jan från sitt första äktenskap med skådespelerskan Nan Grey. Han är begravd på Forest Lawn Memorial Park Cemetery in Glendale.
Westrope valdes postumt in i National Museum of Racing and Hall of Fame, 2002.